# 백장미
백장미(1982년 4월 22일 ~ )는 대한민국의 前 패션 모델, 前 뮤지컬 배우, 트로트 가수이다. 2001년에 패션 모델로 활동함에 이어 2002년부터 뮤지컬 배우로 활동하다가, 2014년에 트로트 가수로 데뷔하며 정식으로 본업을 시작했다.

## 앨범

### 싱글 앨범
- 2014년 일분도 아깝다 / 서울에서
- 2022년 흔들어

### 정규 앨범
- 2017년 사랑이 왔어요

### EP 앨범
- 2024년 내사랑 삼식이

## 방송 출연
- kbc 《생방송 TV 블로그 꼼지락》 - 패널
- KBS1 광주 《KBS광주 열린마당》 - 패널
- KBS2 《2TV 아침》 - 리포터
- KBS2 《생방송 아침이 좋다》 - 리포터
- KBS2 《굿모닝 대한민국 라이브》 - 게스트
- KBS2 《생방송 굿모닝 대한민국》 - "주말엔 여기" 패널
- TV조선 《내일은 미스트롯2》 - 참가자

## 수상
- 2015년 제9회 가요작가의 날 신인가수상